# The Jetsons
The Jetsons is een Amerikaanse komische animatieserie over een typisch Amerikaans gezin dat in de toekomst leeft. De serie werd geproduceerd door Hanna-Barbera en van 1962 tot 1987 op de Amerikaanse televisie uitgezonden. De Jetsons werd gemaakt in samenwerking met het Japans animatiebedrijf Toei animation.
Hanna-Barbera was ook de maker van de Flintstones en The Jetsons moest de tegenhanger uit het ruimtevaarttijdperk worden. Net als de Flintstones werd het een sitcom van een half uur, die de Amerikaanse cultuur en levenswijze in een ander tijdperk weergeeft. Waar de Flintstones in een wereld leven waar vogels en dinosauriërs de machines aandrijven, stellen de Jetsons het met futuristische alternatieven uit het jaar 2062 (dus 100 jaar na het verschijnen van de serie). Ze wonen in Orbit city, een stad opgebouwd uit gebouwen in Googie-architectuur op kilometerhoge palen, en vliegen van gebouw naar gebouw (in de file) met hun vliegende schotels.
Een terugkerende grap is dat de Jetsons nauwelijks wat te doen hebben, alles werkt immers automatisch of wordt door robots gedaan. Ze hoeven niet te lopen want overal zijn loopbanden en parkeerproblemen bestaan niet omdat de vliegende schotel in elkaar klapt en als koffertje wordt meegenomen. George Jetson heeft een korte werkdag, werkt slechts twee dagen in de week en hoeft alleen af en toe op een knop te drukken. Ondanks al het gemak klagen de hoofdpersonen doorlopend over dat ze het veel te druk hebben. Verder bellen ze via beeldtelefoon en als George bij de baas op het matje moet komen gaat hij via een menselijke buizenpost naar zijn kantoor.
De originele reeksen, 24 afleveringen, werden tussen 1962 en 1963 gemaakt. De serie werd in navolging van The Flintstones zo populair dat men tussen 1985 en 1987 nieuwe afleveringen heeft gemaakt. In de jaren zestig werd een lachband ingezet, in de afleveringen uit de jaren tachtig niet. Er was veel merchandising rond de serie. Van The Jetsons zijn twee televisiefilms en twee bioscoopfilms uitgebracht. In 2017 kwamen er geruchten dat ABC de serie nieuw leven in wil blazen, deze keer met een sitcom met echte acteurs.

## Cast
| Acteur          | Personage               |
| --------------- | ----------------------- |
| Jean Vander Pyl | Rosey / Rosie the Robot |
| George O'Hanlon | George Jetson           |
| Penny Singleton | Jane Jetson             |
| Janet Waldo     | Judy Jetson             |
| Daws Butler     | Elroy Jetson            |
| Mel Blanc       | Aanvullende stemmen     |
| Howard Morris   | Montique Jetson         |

## Films
De volgende films zijn gebaseerd op de serie:
- The Jetsons Meet the Flintstones (1987)
- Rockin' with Judy Jetson (1988)
- Hanna-Barbera's 50th: A Yabba Dabba Doo Celebration (televisiespecial 1989)
- Jetsons: The Movie (1990)
- The Jetsons & WWE: Robo-WrestleMania! (2017)